# Фелипе Андерсон
Фелипе Андерсон Переира Гомез познатији само као Фелипе Андерсон (15. април 1993) je бразилски фудбалер који тренутно наступа за Лацио.

## Трофеји
Сантос
- Лига Паулиста (2) : 2011, 2012.
- Копа либертадорес (1) : 2011.
- Рекопа Судамерикана (1) : 2012.

Лацио
- Суперкуп Италије (1) : 2017.

Порто
- Суперкуп Португала (1) : 2020.

Бразил
- Летње олимпијске игре (1) : 2016.